# Denka Big Swan Stadium
Niigata Stadium (新潟スタジアム), ook wel the Big Swan (grote zwaan) (ビッグスワン), is een atletiek- en voetbalstadion in de Japanse stad Niigata. Albirex Niigata speelt er zijn thuiswedstrijden en het was een van de stadions die werd gebruikt voor het Wereldkampioenschap voetbal 2002. Er werden drie wedstrijden gespeeld.  Er kunnen 42.300 toeschouwers in het stadion. 

## WK-interlands
| №  | Datum        | Wedstrijd             | Uitslag | Competitie | Toeschouwers |
| -- | ------------ | --------------------- | ------- | ---------- | ------------ |
| 1. | 1 juni 2002  | Ierland – Kameroen    | 1 – 1   | WK 2002    | 33.679       |
| 2. | 2 juni 2002  | Kroatië – Mexico      | 0 – 1   | WK 2002    | 32.239       |
| 3. | 15 juni 2002 | Denemarken – Engeland | 0 – 3   | WK 2002    | 40.582       |